# تحلیل کوواریانس
آنالیز کوواریانس (به انگلیسی: Analyze of Covariance (ANCOVA)) یا آنکوا، نوعی آنالیز و تحلیل همانند آنوا می‌باشد و هرگاه در آنالیز واریانس بخواهیم اثر متغیرهای مداخله‌گر را به روش‌های آماری حذف کنیم تا نتایج با دقت بیشتری به دست آید از آنالیز کوواریانس استفاده می‌شود (در این روش هم از کنترل آماری استفاده می‌شود و هم از واریانس). به‌عبارت‌بهتر به جای تحلیل واریانس تحلیل کوواریانس مورد استفاده قرار می‌گیرد.
درحقیقت آنکوا (ANCOVA) مدل ادغام شدهٔ آنوا (ANOVA) و همچنین رگرسیونی برای متغیرهای پیوسته است.
تحلیل کوواریانس مناسبترین آزمون آماری برای طرح پیش آزمون و پس آزمون ٢ گروهی می‌باشد .
و تنها عامل تهدیدکننده اعتبار درونی تحلیل کوواریانس طرح پیش آزمون است.

## مفروضه‌ها
1. مقیاس اندازه‌گیری باید نسبی یا فاصله‌ای باشد (عدد در معنای ریاضی)
2. توزیع متغیرها نرمال باشد (در صورت چولگی شدید یا خطایی بیش از ۲ استفاده نمی‌شود)؛ کولموگروف-اسمیرنوف معنا دار نشد، توزیع نرمال است.
3. همگنی واریانس‌ها وجود داشته باشد.
4. مشاهدات مستقل باشند.